# Arabati Baba Teke
Arabati Baba Teḱe (makedonsko Арабати баба-теќе, albansko Teqeja e Baba Harabatit, turško Harabati Baba Tekkesi) je tekija v Tetovu v Severni Makedoniji. Tekija je bila prvotno zgrajena leta 1538 okoli tűrbe Sersema Ali Babe, osmanskega derviša. Leta 1799 je vakuf, ki ga je zagotovil Recep Paša, določil sedanje ozemlje tekije. Razprostranjeni kompleks, najlepša ohranjena bektašijska hiša v Evropi, vključuje cvetoče trate, molitvene sobe, jedilnice, prenočišča in velik marmornat vodnjak znotraj lesenega paviljona.
Zaradi svoje osupljive arhitekture je Arabati Baba Teḱe postala ikona, simbol Tetova in je predstavljena na njegovem občinskem grbu.

## Zgodovina
Ali Baba je bil svak sultana Sulejmana Veličastnega in je bil Baba na visokem položaju v pomembnem Dimetoka Teḱe (danes Didimotika), ko je njegova sestra (ki je bila ena od sultanovih žena) padla v nemilost s svojim možem. Posledično je bil Ali Baba izgnan v Kalkandelen (današnje Tetovo) na zunanjih obrobjih Osmanskega cesarstva, kjer je ustanovil svojo tekijo.
Druga različica zgodbe pravi, da je bil Ali Baba uradnik Osmanskega cesarstva, ki se je odrekel svojemu položaju, da bi živel preprosto življenje bektašijskega meniha. Sultan Sulejman Veličastni, jezen zaradi odhoda enega svojih najljubših uradnikov, je za Alijem, ko je odhajal iz Konstantinopla, zavpil: »Če boš norec, pojdi«. Sersem, staro turško za norec, je po tem postal Ali Babin vzdevek.
Ne glede na to, katera je resnična zgodba (Turki so naklonjeni prvi), je Sersem potoval po ogromnem turškem cesarstvu, dokler ni naletel na reko Pena v mirnih gorah Tetova. Tam se je naselil do svoje smrti leta 1538 in tiho izvajal način bektaškega reda. Po njegovi smrti je njegov edini učenec, ki ga je preživel, Arabati Baba, ustanovil samostan v Tetovu v spomin na Sersemovo življenje.
Današnje stavbe je konec 18. stoletja zgradil Rexhep Paša, prav tako derviš, čigar grobnica leži poleg Sersemove v teḱeju. Vse stavbe danes ne stojijo več; na dvorišču je bila prvotno zgrajena za namestitev bolne hčere Abdurrahman paše. Sprejemno gostišče še vedno propada, knjižnico pa obnavljajo. Ena od stavb je bila spremenjena v sunitsko mošejo, vendar so gostilne okoli bektaškega pokopališča ohranjene za Babo.
Teke v Tetovu je ostal sedež bektašijev do leta 1912, ko so bili Osmani pregnani iz Makedonije. Čeprav je teḱe med letoma 1941 in 1945 doživel manjšo oživitev, so bila zemljišča v času Jugoslavije prevzeta v državno last in preurejena v hotel in muzej. V zadnjih letih pa je bektaški red ponovno dobil dostop do teḱeja in območje počasi prenavljajo. Čeprav je v precej slabem stanju, je še vedno največji in najbolje ohranjen teḱe na zahodnem Balkanu.

### Polemika o Arabati Babi
Leta 2002 je skupina oboroženih članov Islamske skupnosti Makedonije (ICM), pravno priznane organizacije, ki trdi, da zastopa vse muslimane v Makedoniji, vdrla v Arabati Baba Teke, da bi tekijo ponovno prevzela kot mošejo, čeprav objekt nikoli ni deloval kot tak. Pozneje je bektaška skupnost v Makedoniji tožila makedonsko vlado, ker ni obnovila tekije bektaški skupnosti v skladu z zakonom, sprejetim v zgodnjih 1990-ih, ki vrača premoženje, ki je bilo pred tem nacionalizirano pod jugoslovansko vlado. Zakon pa obravnava povračilo zasebnikom in ne verskim skupnostim. Zahtevek ICM do tekijo temelji na njihovi trditvi, da zastopajo vse muslimane v Makedoniji; in dejansko sta ena od dveh muslimanskih organizacij, ki ju priznava vlada, obe sta sunitski. Skupnost (šiiti) Bektaši je leta 1993 pri makedonski vladi vložila prošnjo za priznanje kot ločene verske skupnosti, vendar jih makedonska vlada ni hotela priznati.
Marca 2008 so se pojavila poročila, da so člani ICM, ki so skvotali na posestvu objekta, prevzeli nadzor nad dodatnimi stavbami, ustrahovali obiskovalce tekije in streljali na zemljišče.

## Galerija
- Arabati Baba Teke, tradicionalno bektašijska sufijska loža
- Arabati Baba Teḱe
- Šadervan v Arabati Baba Teḱe
- Arabati Baba Teḱe
- Hiša Fatime, hčere Rexhep Paša
- Mejdan v Arabati Baba Tekke.
- Vhod v Arabati Baba Tekke